# Xin Yuan
Xin Yuan (chinesisch 鑫源, Pinyin Xin Yuan; * 15. Februar 1995) ist eine ehemalige chinesische Tennisspielerin.

## Karriere
Xin spielte hauptsächlich Turniere auf der ITF Women’s World Tennis Tour, wo sie drei Titel im Doppel gewinnen konnte.

## Turniersiege

### Doppel
| Nr. | Datum         | Turnier | Kategorie   | Belag | Partnerin   | Finalgegnerinnen     | Ergebnis         |
| --- | ------------- | ------- | ----------- | ----- | ----------- | -------------------- | ---------------- |
| 1.  | 27. Juni 2015 | Anning  | ITF $10.000 | Sand  | Chen Jiahui | Gai Ao Sheng Yuqi    | 6:0, 6:4         |
| 2.  | 11. Juni 2016 | Anning  | ITF $10.000 | Sand  | Li Yihong   | Kang Jiaqi Sun Xuliu | 5:7, 6:4, [10:8] |
| 3.  | 18. Juni 2016 | Anning  | ITF $10.000 | Sand  | Chen Jiahui | Kang Jiaqi Sun Xuliu | 6:3, 6:3         |